# Orlando Juan Nappe
Orlando Juan Nappe fue un futbolista argentino que se desarrolló en la posición mediocampista y central.

## Carrera
Surgió de las divisiones inferiores de Huracán donde actuó de defensa y centrocampista izquierdo; su juego se caracterizó por el buen manejo de balón, criterio para atacar y remates de larga distancia. En el globo jugó 11 partidos entre los años 1950 y 1952.
En 1953 fichó por Argentinos Juniors y estuvo en el club hasta 1959. Llegó a los 200 partidos el 21 de julio de 1959 en el 2-2 ante Vélez en Liniers, en la escuadra de la Paternal totalizó 219 partidos.
Finalizó su carrera como futbolista en Quilmes.
Es reconocido por los hinchas de Argentinos Juniors por integrar uno de los mejores tridentes de mediocampistas formados por Héctor Pederzoli, Oscar Di Stéfano y el mismo Orlando Juan Nappe.

## Clubes
| Club               | País      | Año       |
| ------------------ | --------- | --------- |
| Huracán            | Argentina | 1950-1952 |
| Argentinos Juniors | Argentina | 1953-1959 |
| Quilmes            | Argentina | 1960      |

## Palmarés
| Título             | Club               | País      | Año  |
| ------------------ | ------------------ | --------- | ---- |
| Primera B Nacional | Argentinos Juniors | Argentina | 1955 |

Otros logros:
- Subcampeón de la Segunda División Argentina de 1954 con Argentinos Juniors.